# PakSat–1
A PakSat–1 (Pakistan Satellite) egy pakisztáni kommunikációs műhold.

## Küldetés
Feladata, hogy a széles sávú internet-hozzáférést, a digitális televíziós műsorszolgáltatást, telefon összeköttetéseket, katasztrófavédelmi hírközlést, a távoktatást- és a telemedicinát (orvosi szolgáltatás) szolgálja Pakisztánban, Afrikában és a Közel-Keleten.

## Jellemzői
Az amerikai Hughes Space and Communications Corporation (HSC) gyártotta . Üzemeltetője és tulajdonosa először a Satelit Palapa Indonesia, majd az amerikai Hughes Global Services (HGS), 2001–2002 között a török KaliTel, 2002-től a pakisztáni Felső légkör Kutatási Bizottság (SUPARCO), 2006-tól a Suparco által létrehozott kereskedelmi társaság. 
Megnevezései: 
- Anatolia 1;
- Palapa C1;
- HGS 3 (Hughes Global Services);
- COSPAR: 1996-006A.

SATCAT kódja: 23779.
1996. február 1-jén a  floridai Cape Canaveralból, az LC–36B (LC–Launch Complex) jelű indítóállványról egy Atlas 2AS (AC–126) hordozórakétával állították közepes magasságú Föld körüli pályára. Az orbitális pályája 1509,96 perces, 0,22° hajlásszögű, geostacionárius pálya perigeuma 35 521 kilométer, az apogeuma 38 920 kilométer volt.
Az űreszköz típusa HS-601. Három tengelyesen stabilizált műhold. Mérete 3,6 × 3,6 × 4,7 méter, felszálló tömege 2989 kilogramm. C-Band sávú 6 (2 tartalék) és Ku- sávú 4 (2 tartalék) transzponderrel rendelkezett. Az űreszközhöz napelemeket rögzítettek (3,4 kW), éjszakai (földárnyék) energia ellátását újratölthető kémiai akkumulátorok biztosították. A kommunikációs rendszer működését vevő antennák és átviteli csuklós parabolaantennák segítették. Hajtóanyaga és mikrófúvókái segítették a stabilitást valamint a pályakorrekciókat.